# Mjällby AIF
Mjällby Allmänna Idrottsförening (MAIF) er en blekingsk fodboldklub, som holder til i byen Hällevik. Klubben er stiftet i 1939, og vandt den næstbedste svenske række Superettan i 2009-sæsonen, og rykkede dermed op i Sveriges bedste fodboldliga, Allsvenskan.
Klubben vandt igen Superettan i 2019 og spiller igen i den bedste række Allsvenskan 2020. 

## Eksterne links
- Wikimedia Commons har flere filer relateret til Mjällby AIF
- Mjällby AIF

| Fodbold | Spire Denne artikel om en fodboldklub er en spire som bør udbygges. Du er velkommen til at hjælpe Wikipedia ved at udvide den. |